# لاورين لانتيري
لاورين لانتيري (بالفرنسية: Laurent Lanteri)‏ (2 نوفمبر 1984 بنيس في فرنسا - ) هو لاعب كرة قدم فرنسي في مركز الهجوم. لعب مع نادي سيينا ونادي شاتورو ونادي فوجيا ونادي كاسالي ونادي لنيانو ونادي موناكو ونادي ميتز ونادي نوفارا وFidelis Andria 2018 ‏ وAtletico Roma FC ‏ وPaganese Calcio 1926 ‏.

## روابط خارجية
- لاورين لانتيري على موقع رابطة كرة القدم الفرنسية للمحترفين (الإنجليزية)
- لاورين لانتيري على موقع قاعدة بيانات كرة القدم.إي يو (الإنجليزية)